# Nachal Me'ir
Nachal Me'ir (hebrejsky: נחל מאיר) je vádí v Izraeli, v Judských horách v Jeruzalémském koridoru.
Začíná v nadmořské výšce víc než 300 metrů mezi vesnicemi Mesilat Cijon a Bejt Me'ir. Přijímá krátká vádí Nachal Cafran (נחל צפרן) a Nachal Šachlat (נחל שחלת). Prochází pak přímo vesnicí Mesilat Cijon a směřuje k severozápadu údolím se zalesněnými svahy. Zprava přijímá vádí Nachal Derech Burma, které je historicky významné, protože tudy v roce 1948 vedla takzvaná Barmská cesta, provizorní spojení mezi pobřežím a Jeruzalémem. Vádí pak vstupuje do volnější krajiny v přepolí Ajalonského údolí, kde jižně od výšiny Latrunu prochází bývalým nárazníkovým pásmem mezi Izraelem a Západním břehem Jordánu okolo takzvaného latrunského výběžku. Zde poblíž tělesa dálnice číslo 1 ústí zleva do vádí Nachal Nachšon.